# Jürgen Friedrichs
Jürgen Friedrichs (* 2. November 1938 in Berlin; † 19. Februar 2019 in Köln) war ein deutscher Soziologe. Er war unter anderem Hochschullehrer der Universität zu Köln. Friedrichs gilt als kritischer Rationalist.

## Leben
Friedrichs studierte ab 1961 Soziologie, Philosophie, Psychologie und Volkswirtschaftslehre an der Universität Hamburg. Er promovierte 1968 in Philosophie, hatte zunächst eine Stelle als Assistent am Institut für Soziologie der Universität Hamburg und dort ab 1973 eine Professur inne.
Ein Schwerpunkt seiner Arbeit lag in der Stadtsoziologie – unter seiner Leitung wurde 1982 die Forschungsstelle Vergleichende Stadtforschung an der Universität Hamburg gegründet. 1991 erhielt Friedrichs einen Ruf auf den Lehrstuhl für Soziologie an der Universität zu Köln. Dort war er bis 2007 Direktor des Forschungsinstituts für Soziologie, dann des Instituts für Angewandte Sozialforschung. Von 1992 bis 2012 war er Mitherausgeber der Kölner Zeitschrift für Soziologie und Sozialpsychologie. Nach seiner Emeritierung 2007 war er am Institut für Soziologie und Sozialpsychologie weiter in Lehre und Forschung tätig.
Er war an mehreren EU-Projekten beteiligt, zuletzt an FACIT – Faith-based Organisations and Exclusion in European Cities (2007 bis 2011). Von 2010 bis 2014 forschte er zusammen mit Jörg Blasius über Gentrification in Köln. Seine weiteren Forschungsgebiete waren: soziale Ungleichheit, Segregation, städtische Armutsgebiete, Integration von Migranten (insbesondere Flüchtlingen), sowie Kontexteffekte und in der Lehre zusätzlich Umweltsoziologie. Viele Jahre war er zudem Trainer für Journalisten in der ARD.ZDF Medienakademie und beim ORF.
Friedrichs verstarb am 19. Februar 2019 im Alter von 80 Jahren und wurde auf dem Kölner Zentralfriedhof Melaten beigesetzt.

## Schriften (Auswahl)
- Jürgen Friedrichs und Hartmut Lüdtke, 1971 Teilnehmende Beobachtung, Einführung in die sozialwissenschaftliche Feldforschung, Beltz, Weinheim/Basel: Beltz.
- Jürgen Friedrichs, 1971 Methoden empirischer Sozialforschung. 14. Auflage, Opladen: Westdeutscher Verlag.
- Jürgen Friedrichs, 1995 Stadtsoziologie, Opladen: Leske + Budrich, Opladen.
- Jürgen Friedrichs und Robert Kecskes (Hrsg.), 1996: Gentrification – Theorie und Forschungsergebnisse, Opladen: Leske + Budrich.
- John O’Loughlin und Jürgen Friedrichs (Hrsg.), 1996: Social Polarization in Post-industrial Metropolises, Berlin: de Gruyter.
- Jürgen Friedrichs (Hrsg.), 1997: Die Städte in den 90er Jahren. Demographische, ökonomische und soziale Entwicklungen, Wiesbaden: Westdeutscher Verlag.
- Jürgen Friedrichs und Karl Ulrich Mayer (Hrsg.), 1997: Soziologische Theorie und Empirie, Opladen: Westdeutscher Verlag.
- Jürgen Friedrichs (Hrsg.), 1998: Die Individualisierungs-These, Opladen: Leske + Budrich.
- Jürgen Friedrichs, M. Rainer Lepsius und Karl Ulrich Mayer (Hrsg.), 1998: Die Diagnosefähigkeit der Soziologie, Opladen: Westdeutscher Verlag.
- Jürgen Friedrichs und Kirsten Hollaender (Hrsg.), 1999: Stadtökologische Forschung: Theorien und Anwendungen, Berlin: Analytica.
- Jürgen Friedrichs und Wolfgang Jagodzinski (Hrsg.), 1999: Soziale Integration, Wiesbaden: Westdeutscher Verlag.
- Jürgen Friedrichs, George Galster und Sako Musterd (Hrsg.), 2005: Life in Poverty Neighbourhoods, European and American Perspectives, London: Routledge.
- Blasius, Jörg,  Jürgen Friedrichs und George G. Galster (Hrsg.), 2009: Quantifying Neighbourhood Effects, London-New York: Routledge.
- Karl-Dieter Opp und Jürgen Friedrichs, 1996: Brückenannahmen, Produktionsfunktionen und die Messung von Präferenzen, Kölner Zeitschrift für Soziologie und Sozialpsychologie 48: 546-559.
- Jürgen Friedrichs, 1997: Globalisierung – Begriff und grundlegende Annahmen, Aus Politik und Zeitgeschichte B 33-34/1997: 3-11.
- Jürgen Friedrichs und Rolf Küppers, 1997: Dresden und Leipzig – Divergierende oder konvergierende Stadtentwicklungen?, Archiv für Kommunalwissenschaften 36: 22-47.
- Jürgen Friedrichs, 1998: Ethnic Segregation in Cologne, Germany, 1984–1994, Urban Studies 35: 1745–1763.
- Jürgen Friedrichs und Karl-Dieter Opp, 2002: Rational Behaviour in Everyday Situations, European Sociological Review 18: 401-415.
- Jörg Blasius und Jürgen Friedrichs, 2003: Les compétences pratique font-elles partie du capital culturel?, Revue française de sociologie 44: 549-576.
- Jürgen Friedrichs und Jörg Blasius, 2003: Social Norms in Distressed Neighborhoods: Testing the Wilson Hypothesis, Housing Studies 18: 807-826.
- Jürgen Friedrichs, George Galster und Sako Musterd, 2003: Neighborhood Effects on Social Opportunities: The European and American Research and Policy Context, Housing Studies 18: 797-806.
- Jörg Blasius und Jürgen Friedrichs, 2007: Internal Heterogeneity of a Deprived Urban Area and it’s Impact on Residents’ Perception of Deviance, Housing Studies 22: 753-780
- Jörg Blasius, Jürgen Friedrichs und Stefanie Symann, 2007: Armut und Lebensführung in einem benachteiligten Wohngebiet Kölns. S. 188–203 in: Detlef Baum (Hrsg.): Die Stadt in der Sozialen Arbeit – Ein Handbuch für soziale und planende Berufe, Wiesbaden: VS Verlag.
- Jürgen Friedrichs und Dietrich Oberwittler, 2007: Soziales Kapital in Wohngebieten. S. 450–486 in: Axel. Franzen und M. Freitag (Hrsg.): Sozialkapital, Wiesbaden: VS Verlag.
- Jörg Blasius und Jürgen Friedrichs, 2008: Lifestyles in Distressed Neighborhoods – A Test of Bourdieu’s „Taste of Necessity“ Hypothesis, Poetics 36: 24-44.
- Jürgen Friedrichs, 2008: Handelte Michael Kohlhaas rational? S. 309 bis 334 in: Andreas Diekmann, Klaus Eichner, Peter Schmidt, Thomas Voss (Hrsg.): Rational Choice: Theoretische Analysen und empirische Resultate, Wiesbaden: VS Verlag.
- Jürgen Friedrichs, 2008: Ethnische Segregation. S. 380–411 in: Frank Kalter (Hrsg.): Migration und Integration, Wiesbaden: VS Verlag.
- Jürgen Friedrichs und Jörg Blasius, 2009: Attitudes of Owners and Renters in a Deprived Neighborhood, European Journal of Housing Policy 9: 435-455.
- Jürgen Friedrichs und Jennifer Klöckner, 2009: Social Capital in Deprived Neighbourhoods. Pp. 167-182 in: Katrien de Boyser, Caroline Dewilde, Danielle Dierckxx und Jürgen Friedrichs (Eds.), 2009: Between the Social and the Spatial. Exploring Multiple Dimensions of Poverty and Social Exclusion, Farnham: Ashgate.
- Jürgen Friedrichs, 2010: Welche soziale Mischung in Wohngebieten? S. 319–334 in: Annette Harth und Gitta Scheller (Hrsg.): Soziologie in der Stadt- und Freiraumplanung, Wiesbaden: VS Verlag.
- Jürgen Friedrichs, 2011: Probleme und Tendenzen der Globalisierungsforschung. Pp. 393-4517 in: Tilman Mayer et al. (Eds.): Globalisierung im Fokus von Politik, Wirtschaft und Gesellschaft, Wiesbaden: VS Verlag.
- Jörg Blasius und Jürgen Friedrichs, 2011. Die Bedeutung von Lebensstilen für soziale Prozesse. S. 399–423 in Gunnar Otte und Jörg Rössel (Hrsg.) Lebensstilforschung, Wiesbaden: VS-Verlag.
- Alexandra Nonnenmacher und Jürgen Friedrichs, 2011: The Missing Link: Deficits of Country-Level Studies. A Review of 22 Articles Explaining Life Satisfaction, Social Indicators Research, Online First, Dec. 21, 2011.
- Jürgen Friedrichs, 2011 Ist die Besonderheit des Städtischen auch die Besonderheit der Stadtsoziologie? S. 33–47 in: Heike Herrmann u. a. (Hrsg.): Die Besonderheit des Städtischen, Wiesbaden: VS Verlag.
- Jürgen Friedrichs und Alexandra Nonnenmacher (Hrsg.), 2014: Soziale Kontexte und soziale Mechanismen. Wiesbaden: VS Verlag.